# Кристателька
Кристателька — река в Петродворцовом районе Санкт-Петербурга на территории парка Сергиевка.

## Физико-географическая характеристика
Длина — 2,276 км. Исток находится вблизи железнодорожной платформы Университет. В центральной части парка построена плотина, которая создала на реке несколько прудов. Из пруда вытекает два ручья в глубоких оврагах, на которых сооружено несколько небольших плотин. Недалеко от устья два ручья соединяются в один и впадают в Невскую губу Финского залива Балтийского моря.
Река вместе с прудами имеет 10-метровую прибрежную защитную зону и 15-метровую водоохранную зону.
Русло реки Кристателька, пруды, плотины и мосты на ней являются памятниками архитектуры федеральной категории охраны. Плотины и мосты построены в XIX веке. На берегу реки находится также Английский домик.

## Галерея
- Мост-плотина Большого пруда
- Мост-плотина Южного пруда
- Один из малых мостиков через реку
- Оранжерейный пруд и Английский домик